# Glomus nanolumen
Glomus nanolumen är en svampart som beskrevs av Koske & Gemma 1990. Glomus nanolumen ingår i släktet Glomus och familjen Glomeraceae.   Inga underarter finns listade i Catalogue of Life.